# Auñamendi
Pour les articles homonymes, voir Auñamendi (homonymie).
Auñamendi est le nom que l'on donne dans les statistiques officielles de Navarre à la comarque composée par les vallées pyrénéennes centrales et occidentales de la Navarre.

## Présentation
Elle regroupe seize communes des Pyrénées navarraises et appartient à la mérindade de Sangüesa. La majeure partie de la comarque appartient à la zone bascophone de la Navarre hormis les municipalités d'Arce et d'Oroz-Betelu qui sont en zone mixte.
Auñamendi est un terme équivoque. Ce toponyme est connu principalement comme nom donné par les basques au Pic d'Anie. Non seulement cette montagne est située lors de la comarque mais elle est en dehors des limites de la Navarre. Il existe également une autre montagne connue sous le nom d'Auñamendi, le Laurinak qui se situe entre Luzaide-Valcarlos et la Basse-Navarre, c'est-à-dire à la limite de la comarque d'Auñamendi. Les Pyrénées, dans leur ensemble sont également connues comme Auñamendi ou Auñamendiak en basque. Comme cette comarque regroupe des vallées pyrénéennes bascophones il est probable qu'on ait donné ce nom pour cette raison.

## Vallées et municipalités qui la composent
D'ouest en est :
- Vallée d'Esteribar :
  - Esteribar.

- Vallée d'Erro :
  - Auritz.
  - Erro.
  - Roncevaux.

- Valcarlos :
  - Luzaide / Valcarlos. (unique localité navarraise située dans le versant nord des Pyrénées)

- Vallée d'Arce :
  - Arce.
  - Oroz-Betelu.

- Vallée d'Aezkoa :
  - Abaurregaina.
  - Abaurrepea.
  - Aria.
  - Aribe.
  - Garaioa.
  - Garralda.
  - Orbaiceta.
  - Orbara.
  - Hiriberri.

### Sources
- (es) Cet article est partiellement ou en totalité issu de l’article de Wikipédia en espagnol intitulé « Auñamendi » (voir la liste des auteurs).